# Anfiteatro d'Oro
Il Festival della canzone Anfiteatro d'Oro, o più comunemente Anfiteatro d'Oro, era una manifestazione canora che ha  avuto luogo tra gli anni 1963 e 1978 a cadenza quasi annuale a Santa Maria Capua Vetere, in Campania. A esso hanno preso parte, in veste di concorrenti, ospiti o compositori, molti dei nomi più  noti della musica leggera italiana di quegli anni.
Il Festival è stato il trampolino di lancio di molte giovani leve della canzone italiana che poi hanno avuto successo a livello nazionale e locale. 
Fatta eccezione per la primissima edizione, la sede storica dell'evento è stata il Teatro Garibaldi.

## Storia
Il Festival della canzone Anfiteatro d'Oro nasce come Luglio Canoro Sammaritano nel 1963. La prima edizione si svolge all'aperto nell'area mercato in Via Mario Fiore nel mese di settembre ma, a causa anche della pioggia, vide la scarsa partecipazione del pubblico.
Nel marzo del 1964 il Festival viene completamente rivoluzionato e assume il nome di Festival della canzone Anfiteatro d'Oro e si tenne dal 26 al 28 settembre in quella che poi sarà la sua sede storica, il Teatro Garibaldi. All'evento presero parte come ospiti Mario Di Giglio, il Trio Spaccanapoli ed Erminio Nazzaro. Vincono Franco Caminiti e Mario Bovenzi con la canzone “Come in sogno”.
La seconda edizione del Festival si tiene l'anno seguente tra il 21 al 23 ottobre. Ospite d'onore Alghiero Noschese, Ninì Rosso e Gaby Squillante. Vincono Ernesto Manzoni ed Anna Brancaccio con la canzone “Lettera d’amore” di Lucidi-Capuano. 
Nel 1966 la manifestazione non ebbe luogo ma questo diede modo di riorganizzare l'evento e aumentare anche gli investimenti su di esso.
Così l'anno seguente, la terza edizione del Festival, che si tenne dal 7 al 9 dicembre, vide la presenza addirittura della stessa RAI per alcune riprese che poi sarebbero state riprodotte in differita sulla rete televisiva nazionale. Ospiti di questa edizione furono Antonella Steni, Elio Pandolfi, l’imitatore Franco Rosi, il pianista Giovanni Fenati e i cantanti Lucia Valeri, Germana Caroli e Mario Abbate. Vince Marco Ravelli con la canzone “Luce d’amore” di Izzo-Capuano.
La manifestazione ormai aveva ottenuto una risonanza nazionale e la quarta edizione, che si tenne dal 16 al 18 dicembre 1968, vide come ospiti d’onore i cantanti Luiselle, Cochi Mazzetti, Peppino Gagliardi, i Ricchi e Poveri, Mario Merola, The Showman, Carla De Nicola, Mino Reitano, Sergio Leonardi, Dean Read. Vince la canzone Un uomo difficile di Giovanna Mario Mira cantata da Rosalba Orefice.
L'anno successivo, ormai alla quinta edizione, il Festival si tiene nel mese di dicembre. Vince Pino Ranieri con la canzone “Senza parole”.
La quinta edizione è anche l'ultima edizione rilevante per il Festival, infatti, la sesta edizione del 1970 fu tormentata sia sul piano organizzativo, con un rimpasto del comitato organizzatore che portò a uno scontro con i vecchi organizzatori dell'evento, sia per la fama a livello nazionale e finanziario, infatti, la RAI smise di compiere le sue riprese di questo evento facendo di fatto venir meno importanti fondi.  
L'edizione del 1970 chiude di fatto il periodo aureo del Festival. Le edizioni successive, la settima del 1976 e l'ultima edizione, l'ottava, del novembre del 1978, non riusciranno a riportare ai fasti precedenti questo Festival.

## Edizioni
| Edizioni | Anni | Vincitori                             | Canzoni vincitrici | Sedi             |
| -------- | ---- | ------------------------------------- | ------------------ | ---------------- |
| 0^       | 1963 | Mimmo Migliozzi                       | DANIELE            | Via Mario Fiore  |
| 1^       | 1964 | Franco Caminiti e Mario Bovenzi       | Come in sogno      | Teatro Garibaldi |
| 2^       | 1965 | Ernesto Manzoni e Anna Brancaccio     | Lettera d'amore    | Teatro Garibaldi |
| 3^       | 1967 | Mario Ravelli                         | Luce d'amore       | Teatro Garibaldi |
| 4^       | 1968 | Rosalba Orefice e Giovanna Mario Mira | Un uomo difficile  | Teatro Garibaldi |
| 5^       | 1969 | Pino Ranieri                          | Senza parole       | Teatro Garibaldi |
| 6^       | 1970 |                                       |                    | Teatro Garibaldi |
| 7^       | 1976 |                                       |                    | Teatro Garibaldi |
| 8^       | 1978 |                                       |                    | Teatro Garibaldi |

## Conduzione
Il Festival ha avuto vari ospiti conduttori tra cui si ricordano: Pino Cuomo, Alfredo Girardi, Pippo Baudo, Corrado, Daniele Piombi, Gaby Squillante e Enzo Berri.